# Hasselholmen, Borgå
Hasselholmen är en udde i Finland.   Den ligger i den ekonomiska regionen  Borgå  och landskapet Nyland, i den södra delen av landet, 50 km nordost om huvudstaden Helsingfors. Hasselholmen ligger vid sjön Veckjärvi.
Terrängen inåt land är platt. Runt Hasselholmen är det ganska tätbefolkat, med 67 invånare per kvadratkilometer. Närmaste större samhälle är Borgå, 4,7 km väster om Hasselholmen. I omgivningarna runt Hasselholmen växer i huvudsak blandskog.